# گمینا ستاشوو
گمینا ستاشوو (به لهستانی:  Gmina Staszów) یک گمینا در لهستان است که در شهرستان ستاشوف واقع شده‌است. گمینا ستاشوو ۲۲۷٫۵۲ کیلومتر مربع مساحت و ۲۶٬۰۷۷ نفر جمعیت دارد.